# Rolf Botvid
Rolf Botvid (26 de diciembre de 1915 – 22 de julio de 1998) fue un actor y guionista de nacionalidad sueca.

## Biografía
Su verdadero nombre era Rolf Hakon Börjesson, y nació en Gotemburgo, Suecia, siendo su padre el actor John Botvid. Trabajó en el género de la revista con Karl Gerhard en el Helsingborgsteatern y en el Teatro Södran. Fue también actor cinematográfico y escribió guiones para la gran pantalla, en ocasiones colaborando con Nils Poppe.
Rolf Botvid falleció en Benidorm, España, en el año 1998. Había estado casado con la actriz Marianne Gyllenhammar.

## Filmografía (selección)

### Actor
- 1934 : Atlantäventyret
- 1935 : Under falsk flagg
- 1935 : Reklamfilm Fröjds Välklädd är välsedd
- 1936 : På Solsidan
- 1936 : Samvetsömma Adolf
- 1936 : Kungen kommer
- 1936 : 65, 66 och jag
- 1936 : Han, hon och pengarna
- 1937 : Klart till drabbning
- 1937 : Än leva de gamla gudar
- 1937 : Lyckliga Vestköping
- 1937 : Skicka hem Nr. 7
- 1938 : Kamrater i vapenrocken
- 1938 : Svensson ordnar allt!
- 1938 : Du gamla du fria
- 1938 : I nöd och lust
- 1938 : Herr Husassistenten
- 1939 : Panik
- 1940 : Beredskapspojkar
- 1940 : Snurriga familjen
- 1940 : Stål
- 1941 : Tänk, om jag gifter mig med prästen
- 1942 : Flickan i fönstret mitt emot
- 1942 : I gult och blått
- 1942 : Olycksfågeln nr 13
- 1942 : En sjöman i frack
- 1943 : Anna Lans
- 1943 : Det går som en dans...
- 1943 : Kungsgatan
- 1943 : En fånge har rymt
- 1945 : Sten Stensson kommer till stan
- 1947 : Stackars lilla Sven
- 1949 : Hur tokigt som helst
- 1949 : Pappa Bom
- 1953 : Dumbom
- 1956 : Skorpan
- 1958 : Flottans överman

### Director
- 1945 : Rattens musketörer

### Guionista
- 1943 : Aktören
- 1945 : Sextetten Karlsson
- 1945 : Rattens musketörer
- 1945 : Blåjackor
- 1946 : Pengar - en tragikomisk saga
- 1947 : Stackars lilla Sven
- 1963 : Sten Stensson kommer tillbaka

## Teatro
- 1937 : Ringdans, eller Kärlek i tungvikt, de James Gleason y Richard Taber, Odeonteatern de Estocolmo[4][5]